# East Ridge (Tennessee)
East Ridge ist eine City im Hamilton County in Tennessee, Vereinigte Staaten. Das U.S. Census Bureau hat bei der Volkszählung 2020 eine Einwohnerzahl von 22.167 ermittelt. East Ridge grenzt im Westen, Norden und Osten an Chattanooga und im Süden an die Staatsgrenze zu Georgia. Sie ist Teil der Metropolregion Chattanooga.

## Demografie
Nach einer Schätzung von 2019 leben in East Ridge 21.182 Menschen. Die Bevölkerung teilte sich im selben Jahr auf in 76,7 % Weiße, 15,1 % Afroamerikaner, 1,1 % Asiaten und 2,4 % mit zwei oder mehr Ethnizitäten. Hispanics oder Latinos aller Ethnien machten 13,4 % der Bevölkerung aus. Das mittlere Haushaltseinkommen lag bei 47.203 US-Dollar und die Armutsquote bei 15,2 %.